# رتاریا
رتاریا (نام علمی: Retaria) نام یک کلاد از فراگروه ریزاریا است و شامل روزن‌داران و شعاعیان می‌شود.